# Armored Saint
Gli Armored Saint sono un gruppo musicale heavy metal statunitense formatosi a Los Angeles nel 1982.

## Storia del gruppo

### Gli esordi (1982-1983)

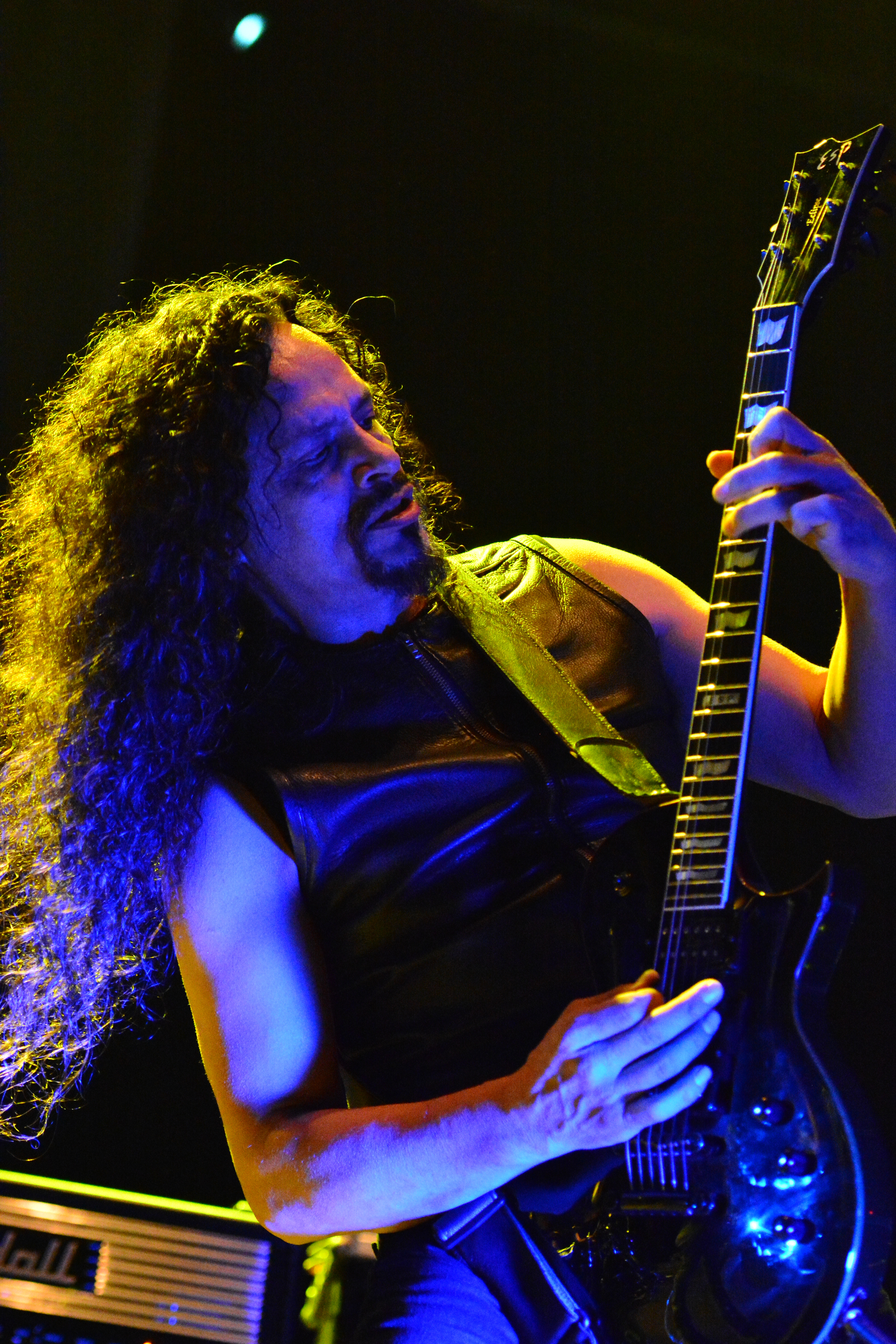
Phil Sandoval al Waterkant X-Mas Bash del 2015

La band fu fondata nell'estate del 1982 dai fratelli Phil e Gonzalo Sandoval, rispettivamente chitarrista e batterista, insieme al chitarrista Dave Prichard, loro compagno di scuola. Ai tre si aggiunse il cantante John Bush, che già aveva suonato con i fratelli Sandoval in una band chiamata Royal Decree, mentre al basso si susseguirono Mike Williams e Mike Zaputil (che diverrà poi membro degli Agent Steel), prima che la formazione si stabilizzasse con l'arrivo di Joey Vera.
Il nome della band fu scelto dopo che i membri si recarono al cinema per vedere il film Excalibur. Il neonato gruppo registrò un demo nel 1982 che gli fruttò un contratto con la Metal Blade Records. L'etichetta decise quindi di includere la canzone Lesson Well Earned nel secondo volume della compilation Metal Massacre. Grazie a questo contratto, il quintetto pubblicò un EP omonimo nel 1983.

### Primi successi (1984-1985)

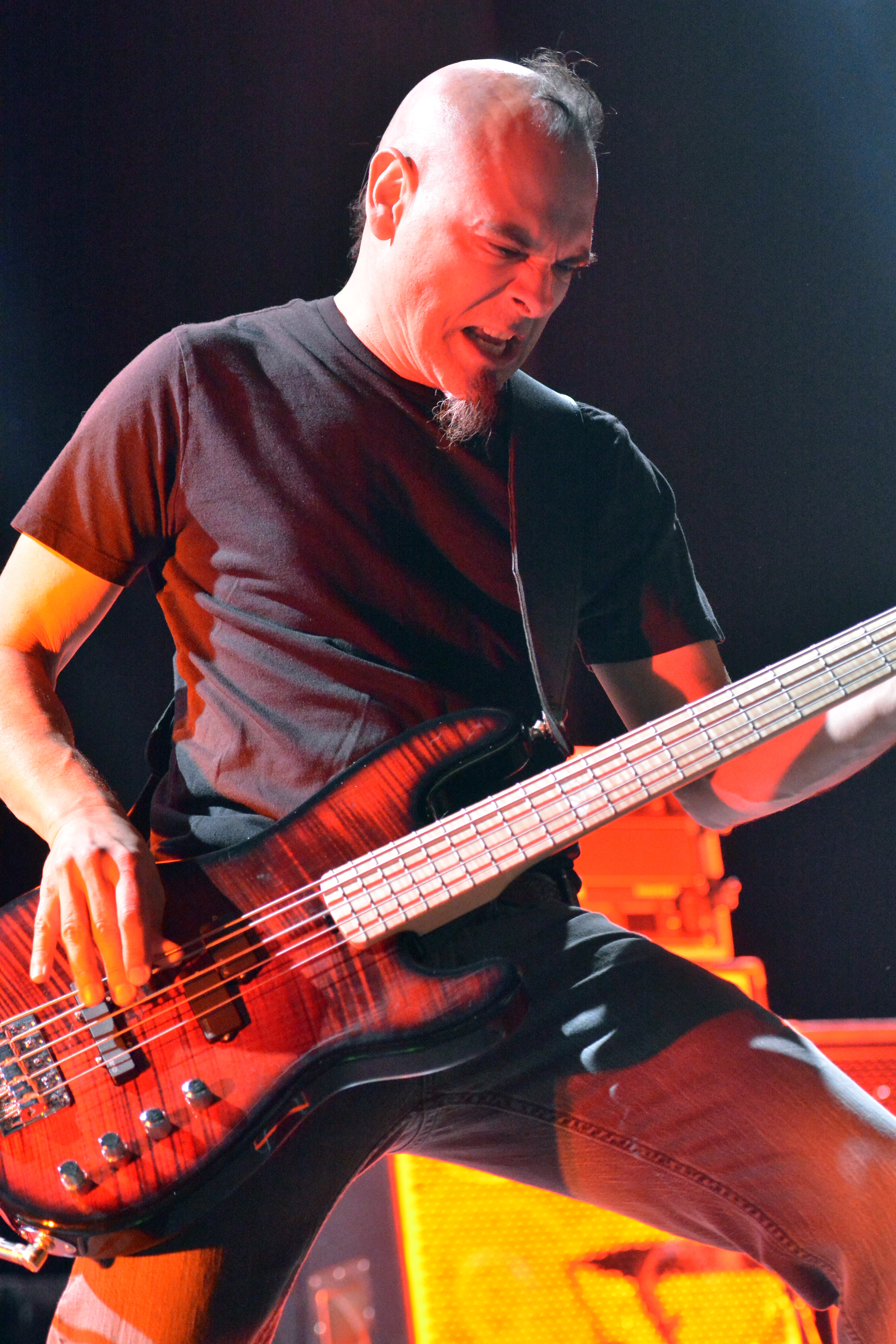
Joey Vera nel 2015

Nel 1984 la band firmò un contratto per la Chrysalis Records, con la quale pubblicò il primo album, March of the Saint, diventato poi un classico del genere. L'album riscontrò un grande successo arrivando a vendere 125000 copie in un anno nei soli Stati Uniti e il videoclip del pezzo Can U Deliver venne trasmesso da MTV. A supporto di questa uscita la band aprì alcuni concerti dei Quiet Riot e dei Whitesnake. L'anno seguente si recarono in studio con il produttore Max Norman per realizzare un secondo lavoro. Durante le registrazioni, tuttavia, Phil Sandoval abbandonò la band, che decise di concludere le registrazioni mantenendo una formazione a quattro, con il solo Prichard alla chitarra. Il disco, intitolato Delirious Nomad, fu pubblicato nell'ottobre del 1985, caratterizzato da un sound più tecnico rispetto al primo lavoro della band. L'opera tuttavia non ottenne un grande successo, essendosi troppo distanziatosi dalle tematiche fantastico/medievali e dal sound classico del primo album. A seguito di questa uscita intrapresero un tour insieme a W.A.S.P. e Metallica.

### Terzo album e ritorno alla Metal Blade (1986-1988)
Nel 1986 la band tornò in studio per registrare la sua terza fatica, cercando di riavvicinarsi allo stile dei propri esordi. Nell'agosto del 1987 fu quindi pubblicato Raising Fear, che permise loro di effettuare un tour con Helloween e Grim Reaper. Insoddisfatto del lavoro con la Chrysalis, il gruppo ritornò sotto l'ala della Metal Blade, pubblicando nel 1988 il suo primo album dal vivo, Saints Will Conquer. L'anno seguente, per ragioni personali, "Gonzo" Sandoval decise di abbandonare il gruppo, cedendo il posto di batterista a Eddie Livingston (poi negli Evildead).

### La morte di Prichard e lo scioglimento (1989-1992)

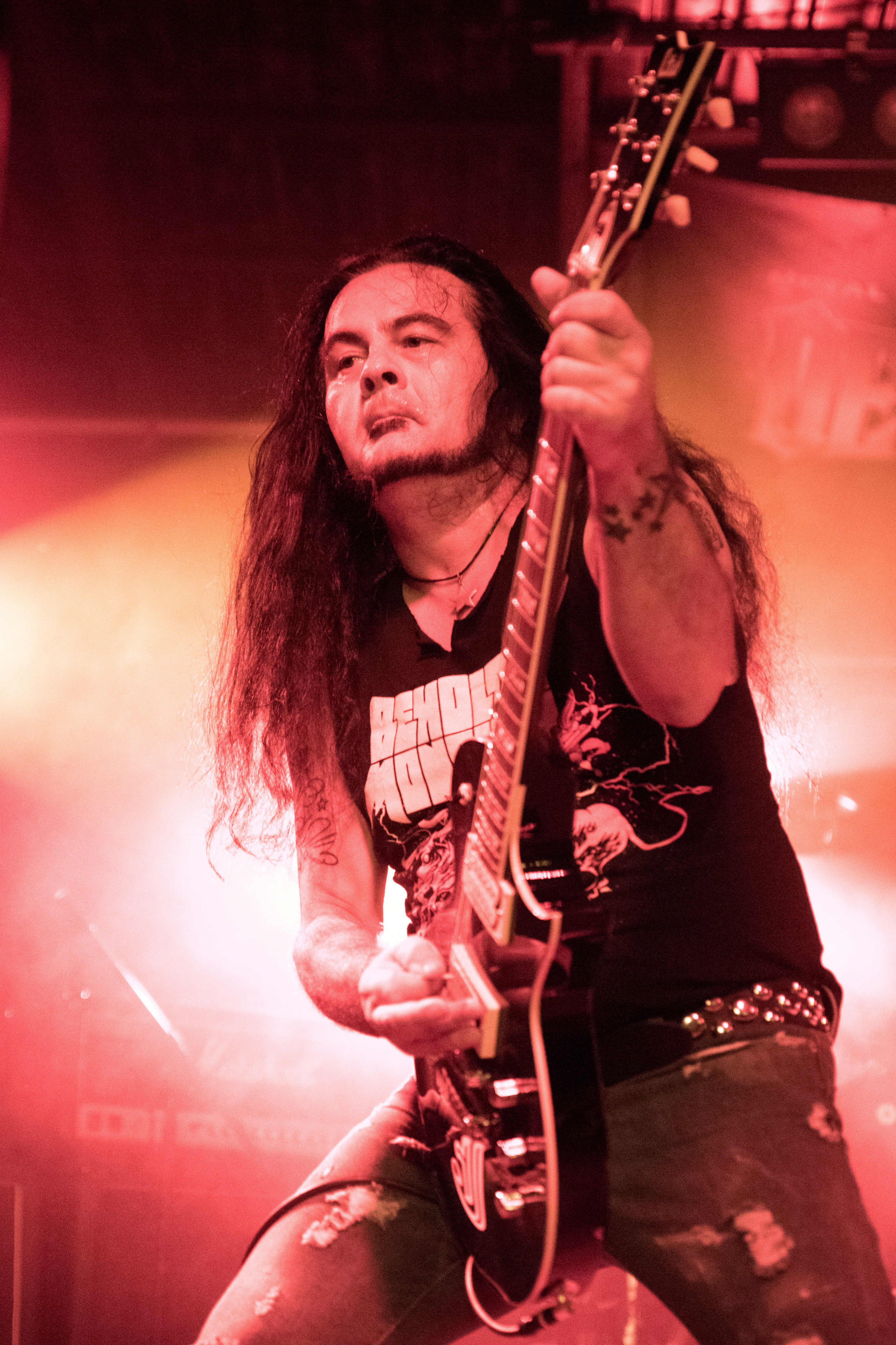
Jeff Duncan nel 2016

Chiamata per partire in tour con King Diamond nel 1989, la band reclutò come secondo chitarrista l'ex membro degli Hellion Alan Barlam, sostituito dopo poco dal chitarrista degli Odin Jeff Duncan. Concluso il tour, il gruppo iniziò i lavori per il suo quarto album, ma sul finire del 1989 a Prichard fu diagnosticata la leucemia. Le registrazioni, tuttavia, continuarono, ma subirono un brusco arresto quando Prichard morì nel febbraio del 1990 a causa della sua malattia, portando la band sull'orlo dello scioglimento. Su pressione dei fan e dell'etichetta, gli Armored Saint decisero comunque di portare al termine i lavori, grazie anche al ritorno di Phil Sandoval, in sostituzione di Prichard, e di suo fratello Gonzalo alla batteria. L'album, intitolato Symbol of Salvation, fu pubblicato nel 1991, e riscontrò un buon successo grazie al suo stile potente, melodico e tendente al power metal. Imbarcatosi in un ultimo tour con Megadeth e Suicidal Tendencies, a Bush fu offerto di unirsi agli Anthrax in sostituzione di Joey Belladonna. Con l'abbandono del frontman, la band si sciolse nel 1992. Mentre i fratelli Sandoval formarono una propria band chiamata Life After Death, Vera si unì ai Fates Warning e Duncan fondò i Bird of Prey con il fratello Shawn Duncan.

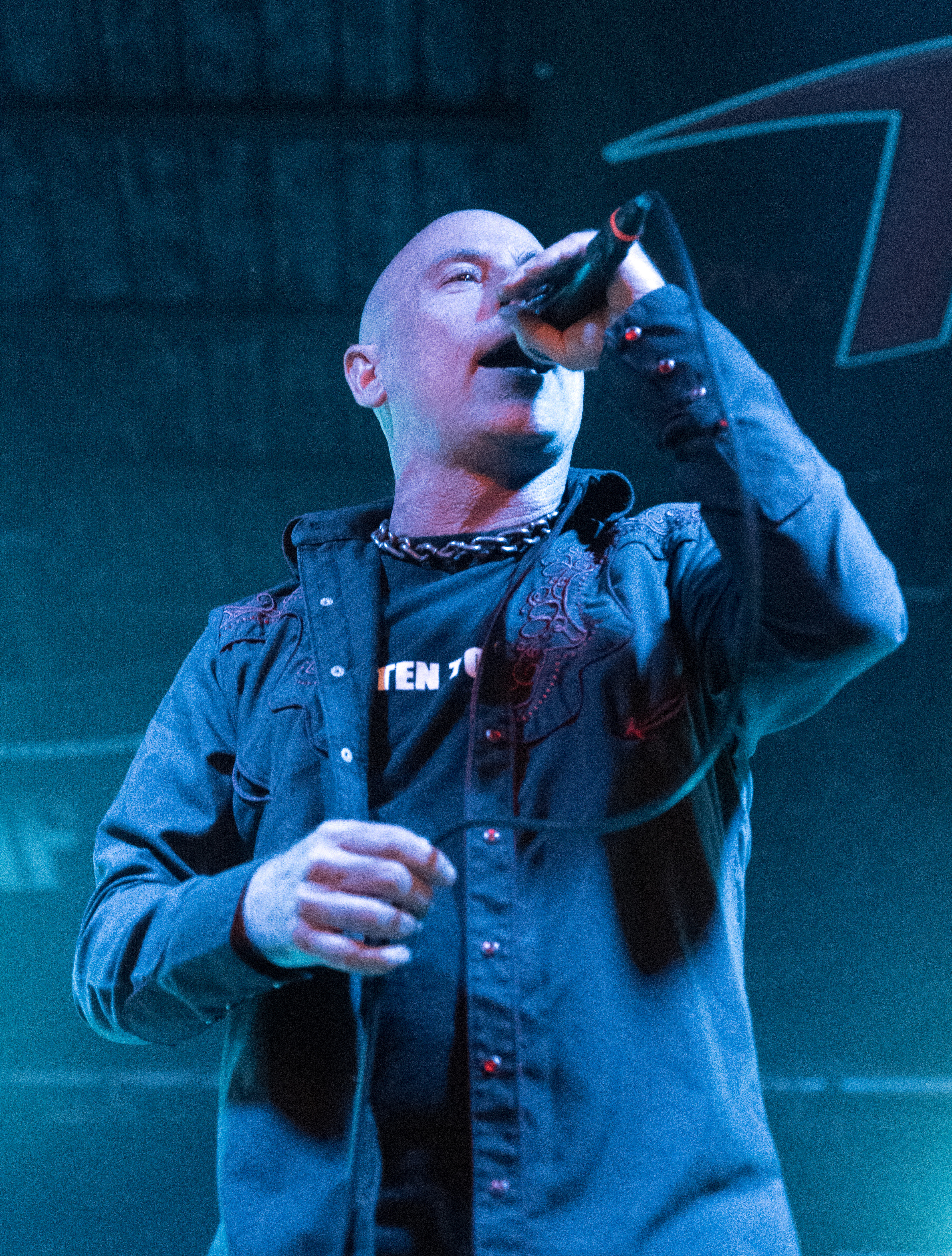
John Bush all' Headbangers Open Air del 2016

### Il ritorno (1999-2003)
Nel 1999 la band si riunì con gli stessi membri e nel 2000 realizzò l'album Revelation, mentre l'anno seguente fu pubblicato Nod to the Old School, una raccolta di vecchi demo e registrazioni inedite. Dopo un breve tour con Dio e i Lynch Mob, il gruppo si sciolse nuovamente nel 2003 soprattutto a causa degli impegni dei singoli membri.

### La reunion (2005-presente)
Bush abbandonò gli Anthrax nel 2005, e gli Armored Saint annunciarono quindi una data di reunion con gli Scorpions. Visto il successo del concerto, la band si riunì ufficialmente l'anno seguente quando si esibì in diverse date dal vivo sia in Europa che negli Stati Uniti. La Raza, il primo album dopo la reunion, fu pubblicato nel 2010 e l'anno successivo il gruppo suonò di spalla al concerto per il trentesimo anniversario dei Metallica. Nel 2014 il gruppo iniziò a produrre del materiale per un nuovo album, che uscì nel 2015 col titolo Win Hands Down.
Il 24 febbraio del 2017 venne dato alle stampe il loro secondo album dal vivo, intitolato Carpe Noctum.

## Formazione

### Formazione attuale
- John Bush - voce
- Phil Sandoval - chitarra
- Jeff Duncan - chitarra
- Joey Vera - basso
- Gonzalo "Gonzo" Sandoval - batteria

### Ex componenti
- David Prichard - chitarra (1982-1989)
- Alan Barlam - chitarra (1989)
- Mike Williams - basso (1982)
- Mike Zaputil - basso (1982)
- Eddie Livingston - batteria (1989)

## Discografia

### Album in studio
- 1984 – March of the Saint
- 1985 – Delirious Nomad
- 1987 – Raising Fear
- 1991 – Symbol of Salvation
- 2000 – Revelation
- 2010 – La Raza
- 2015 – Win Hands Down
- 2020 – Punching the Sky

### Album dal vivo
- 1988 – Saints Will Conquer
- 2017 – Carpe Noctum

### Raccolte
- 2001 – Nod to the Old School

### EP
- 1983 – Armored Saint

### Singoli
- 1984 – Can U Deliver

### Demo
- 1982 – First demo
- 1989 – 1989 demo
- 1990 – 1990 demo
- 1990 – Re-recorded demo with Jeff Duncan

## Videografia
- 1991 – A Trip Thru Red Times 1982-1990
- 2004 – Lessons Not Well Learned 1991-2001